# Heterodendraceae
Famille
Les Heterodendraceae sont une famille d'algues de l'embranchement des Ochrophyta  de la classe des Xanthophyceae et de l’ordre des  Tribonematales.

## Étymologie
Le nom vient du genre type Heterodendron, de hetero, différent, (en référence ici, aux flagelles de longueurs différentes), et δένδρων / dendron, arbre, en référence aux ramifications en forme d'arbre de cette algue et à la différence de taille des flagelles.

## Description
Les Heterodendron sont des algues qui sont « ramifiée en forme d'arbre, fixées par une cellule différenciée hémisphérique, conique ou parfois allongée, plus tard morte. Les petites formations d'algues ont une tige principale continue plus monopodiale, bien que souvent coudée, les plus grandes à structure nettement sympodiale.
Les cellules ne sont pas vraiment cylindriques, mais allongées, en forme de tonneau ou de massue, droites ou légèrement courbées ; les cellules terminales des rameaux sont  toujours arrondies. Les ramifications sont généralement éparses, sans différence essentielle entre la tige principale et les branches latérales ». 

## Liste des genres
Selon AlgaeBase (17 avril 2022) :
- Heterodendron Steinecke, 1932